# Mladen Dolar
Mladen Dolar (Maribor, 1951. január 29. –) szlovén filozófus, kultúrkritikus, filmesztéta, a pszichoanalízis tudora.

## Élete és munkássága
Édesapja Jaro Dolar irodalomkritikus. Mladen Dolar a Ljubljanai Egyetemen filozófiát és francia nyelvet tanult, a témavezetője Božidar Debenjak filozófus volt. Később az University of Paris VII. és a Westminsteri Egyetem hallgatója.
Rastko Močnikkal és Slavoj Žižekkel az Elméleti Pszichoanalízis Társaság (Društva za teoretsko psihoanalizo) alapítója, amely tudományos szervezetnek a legfőbb célja, hogy a lacani pszichoanalízist és a német idealizmust szintézisbe vonják.
1982-től a Ljubljanai Egyetem tanára; a doktori értekezését Hegel A szellem fenomenológiája művéből írja. 2010-től vendégkutató a maastrichti Jan Van Eyck Akadémián.
Mladen Dolar fő érdeklődési területei a hegeli filozófia, a dialektika, a pszichoanalízis, ám foglalkozik esztétikai kérdésekkel is, ír filmkritikákat, politikafilozófiai esszéket, zeneelméleti műveket. Különös érdeklődési területe a hanggal kapcsolatos filozófiai, nyelvészeti, etikai és politikai diszkusszió.

## Művei
Magyar nyelven még nem jelent meg könyve, egyetlen tanulmánya olvasható csupán magyarul: 
- Mladen Dolar: A felvilágosodás öröksége. Foucault és Lacan. Nappali ház. 1992 (4). 1: 63-71.[1]

### Angol nyelven
- Opera's Second Death (New York: Routledge, 2002), társszerző: Slavoj Žižek
- A Voice and Nothing More (Cambridge: MIT Press, 2006)

### Interjú
- Portré Dolarról a Neue Zürcher Zeitungban (német nyelven)

## Fordítás
- Ez a szócikk részben vagy egészben  a   Mladen Dolar című angol Wikipédia-szócikk ezen változatának fordításán alapul.  Az eredeti cikk szerkesztőit annak laptörténete sorolja fel. Ez a jelzés csupán a megfogalmazás eredetét és a szerzői jogokat jelzi, nem szolgál a cikkben szereplő információk forrásmegjelöléseként.
- Ez a szócikk részben vagy egészben  a   Mladen Dolar című szerb Wikipédia-szócikk ezen változatának fordításán alapul.  Az eredeti cikk szerkesztőit annak laptörténete sorolja fel. Ez a jelzés csupán a megfogalmazás eredetét és a szerzői jogokat jelzi, nem szolgál a cikkben szereplő információk forrásmegjelöléseként.